# Moszyce
Moszyce – wieś w Polsce, położona w województwie dolnośląskim, w powiecie oleśnickim, w gminie Twardogóra.
W latach 1975–1998 wieś administracyjnie należała do województwa wrocławskiego.

## Nazwa
Nazwa wsi pochodzi od polskiej nazwy muchy. Od tego owada - "von mucha - Fliege" wywodzi ją Heinrich Adamy. W swoim dziele o nazwach miejscowości na Śląsku wydanym w 1888 roku we Wrocławiu jako najstarszą zanotowaną nazwę wsi podaje staropolską formę Muszlice notując jej znaczenie "Fliegenwald" czyli "Las much".
W księdze łacińskiej Liber fundationis episcopatus Vratislaviensis (pol. Księga uposażeń biskupstwa wrocławskiego) spisanej za czasów biskupa Henryka z Wierzbna w latach 1295–1305 miejscowość wymieniona jest w formie Moslicze.
| SIMC    | Nazwa   | Rodzaj         |
| ------- | ------- | -------------- |
| 0882046 | Wesółka | przysiółek wsi |